# Браунинг (Монтана)
Браунинг (енгл. Browning) град је у америчкој савезној држави Монтана.

## Демографија
По попису из 2010. године број становника је 1.016, што је 49 (-4,6%) становника мање него 2000. године.
| Група             | 2000.     | 2010.     |
| Белци             | 70 (6,6%) | 48 (4,7%) |
| Афроамериканци    | 1 (0,1%)  | 0 (0,0%)  |
| Азијати           | 0 (0,0%)  | 0 (0,0%)  |
| Хиспаноамериканци | 20 (1,9%) | 38 (3,7%) |
| Укупно            | 1.065     | 1.016     |